# Conselho Superior de Disciplina do Exército
O Conselho Superior de Disciplina do Exército (CSDE) é um órgão de conselho do Exército Português tem como missão atuar como elemento consultivo do Chefe do Estado-Maior do Exército (CEME) a fim de o habilitar a tomar decisões no âmbito da matéria disciplinar.
O CSDE é constituído por um tenente-general presidente, quatro vogais, um promotor e um jurista e apoiado por uma secretaria.